# 정환 (후한)
정환(程奐, ? ~ ?)은 중국 후한 말의 정치가 한복(韓馥)의 부하로, 《삼국지연의》에는 등장하지 않는 인물이다.

## 생애
한복 수하의 도독종사(都督從事)로, 한복의 명령으로 동료 조부(趙浮)와 함께 수백 척의 병선과 1만 명의 노병을 데리고 하양(河陽)의 맹진(孟津)에 주둔하고 있었다.
초평(初平) 2년(191년) 한복이 원소(袁紹)에게 기주(冀州)를 양도하려 하자, 조부와 함께 급히 한복에게 돌아갔다. 이때 원소가 조가(朝歌)의 청수구(淸水口)에 있었는데, 정환은 원소를 쫓아가 군사들로 정연히 북을 치며 행군하게 했고, 원소가 머무는 영채 바로 앞을 가로질러 가며 그를 위협하였다. 이에 원소는 조부,정환등의 의도를 알고 그들을 심히 증오하였다고 한다. 한복에게 돌아간 정환은 조부와 함께 한복에게 원소를 칠 것을 진언하였으나, 결국 받아들여지지 않았고 한복은 원소에게 기주를 양도하였다.